# Czarny szlak turystyczny Małogoszcz – rezerwat Milechowy
 Czarny szlak turystyczny Małogoszcz – Rezerwat Milechowy – pieszy szlak mający początek na placu Kościuszki w Małogoszczu, biegnący przez północno-zachodnie rejony gminy Małogoszcz i kończący się w pobliżu jaskini Piekło Milechowy, na terenie rezerwatu Milechowy.

## Przebieg szlaku
| Odległość | Atrakcje                     | Punkt                | Skrzyżowania szlaków |
| --------- | ---------------------------- | -------------------- | -------------------- |
|           | pomnik                       | pomnik T. Kościuszki | Jedlnica – Żarczyce  |
|           | rezerwat roślinny · jaskinia | rezerwat Milechowy   |                      |